# Chidambaram
Chidambaram è una suddivisione dell'India, classificata come municipality, di 58.968 abitanti, nel distretto di Cuddalore, nello stato federato del Tamil Nadu. In base al numero di abitanti la città rientra nella classe II (da 50.000 a 99.999 persone).

## Geografia fisica
La città è situata a 11° 24' 0 N e 79° 42' 0 E e ha un'altitudine di 2 m s.l.m..

## Società

### Evoluzione demografica
Al censimento del 2001 la popolazione di Chidambaram assommava a 58.968 persone, delle quali 29.104 maschi e 29.864 femmine. I bambini di età inferiore o uguale ai sei anni assommavano a 5.868, dei quali 2.986 maschi e 2.882 femmine. Infine, coloro che erano in grado di saper almeno leggere e scrivere erano 47.373, dei quali 24.562 maschi e 22.811 femmine.